# El Serrat (Olesa de Montserrat)
El Serrat és una serra situada al municipi d'Olesa de Montserrat a la comarca del Baix Llobregat, amb una elevació màxima de 374 metres.